# هر شب
«هر شب» (به انگلیسی: Every Single Night) ترانه‌ای نوشته و ضبط شده توسط خواننده-ترانه‌پرداز آمریکایی فیونا اپل می‌باشد که در ۲۴ آوریل سال ۲۰۱۲ از سوی اپیک رکوردز به‌عنوان تنها تک‌آهنگ از چهارمین آلبوم استودیویی وی تحت عنوان چرخ هرزگرد… منتشر گردید.